# Agalinis domingensis
Agalinis domingensis là loài thực vật có hoa thuộc họ Cỏ chổi. Loài này được (Spreng.) D'Arcy mô tả khoa học đầu tiên năm 1978.